# Star Wars: Knights of the Old Republic II: The Sith Lords
Star Wars: Knights of the Old Republic II: The Sith Lords (kurz KoTOR 2) ist ein im Star-Wars-Universum angesiedeltes Rollenspiel. Es wurde von Obsidian Entertainment entwickelt und von LucasArts, einer Unterabteilung von Lucasfilm zwischen Dezember 2004 und Februar 2005 für Windows und Xbox veröffentlicht. Es stellt den Nachfolger des Rollenspiels Star Wars: Knights of the Old Republic dar.
Die Handlung von The Sith Lords ist etwa 4.000 Jahre vor den Ereignissen aus den Star-Wars-Kinofilmen und fünf Jahre nach den Ereignissen des Vorgängers angesiedelt. Das Spiel erzählt eine von dem Vorgänger weitgehend losgelöste Geschichte. Der Spieler übernimmt die Rolle eines verstoßenen, wahlweise männlichen oder weiblichen Jedi-Ritters, der durch eine zu Beginn unbekannte Ursache seine besonderen Machtfähigkeiten eingebüßt hat. Gejagt von den Sith, die die Jedi eliminieren wollen, versucht die Spielfigur nun, ihre Verbindung zur Macht wieder aufzubauen. Dazu begibt sie sich auf die Suche nach einigen Jedi-Meistern, von denen sie sich Hilfe bei ihrem Vorhaben erhofft.
Angesichts der außerordentlich positiven Rezeption des Vorgängers war die Veröffentlichung des Spiels mit großen Erwartungen verknüpft. Nach seiner Veröffentlichung beklagten Fachmagazine jedoch zahlreiche Programmfehler und fehlende Innovationen. Positiv aufgefasst wurde dagegen die Handlung des Spiels.
Die Verkaufszahlen von The Sith Lords fielen im Vergleich zum Vorgänger schwächer aus. Schätzungen gehen von rund 1,37 Millionen verkauften Exemplaren der Xbox-Fassung aus. Für die Windows-Fassung sind keine Angaben bekannt.
Im Jahr 2015 wurde The Sith Lords vom Unternehmen Aspyr Media auf die Betriebssysteme Mac OS und Linux portiert. Im Zuge dessen wurde es geringfügig modernisiert und erhielt unter anderem eine Unterstützung für 4K- und 5K-Auflösungen.

## Handlung
Die Handlung des Spiels ist in zwei Elemente eingeteilt. Das eine stellt die aktive Spielhandlung dar, an der der Spieler unmittelbar beteiligt ist. Hinzu kommt der Handlungshintergrund, der die Ereignisse vor Einsetzen der Spielhandlung beschreibt. Über diesen Hintergrund ist der Spieler zunächst im Unklaren. Erst durch häufige Interaktion mit anderen Spielfiguren wird der Spieler zunehmend über frühere Geschehnisse informiert.

### Einordnung in dasStar-Wars-Universum

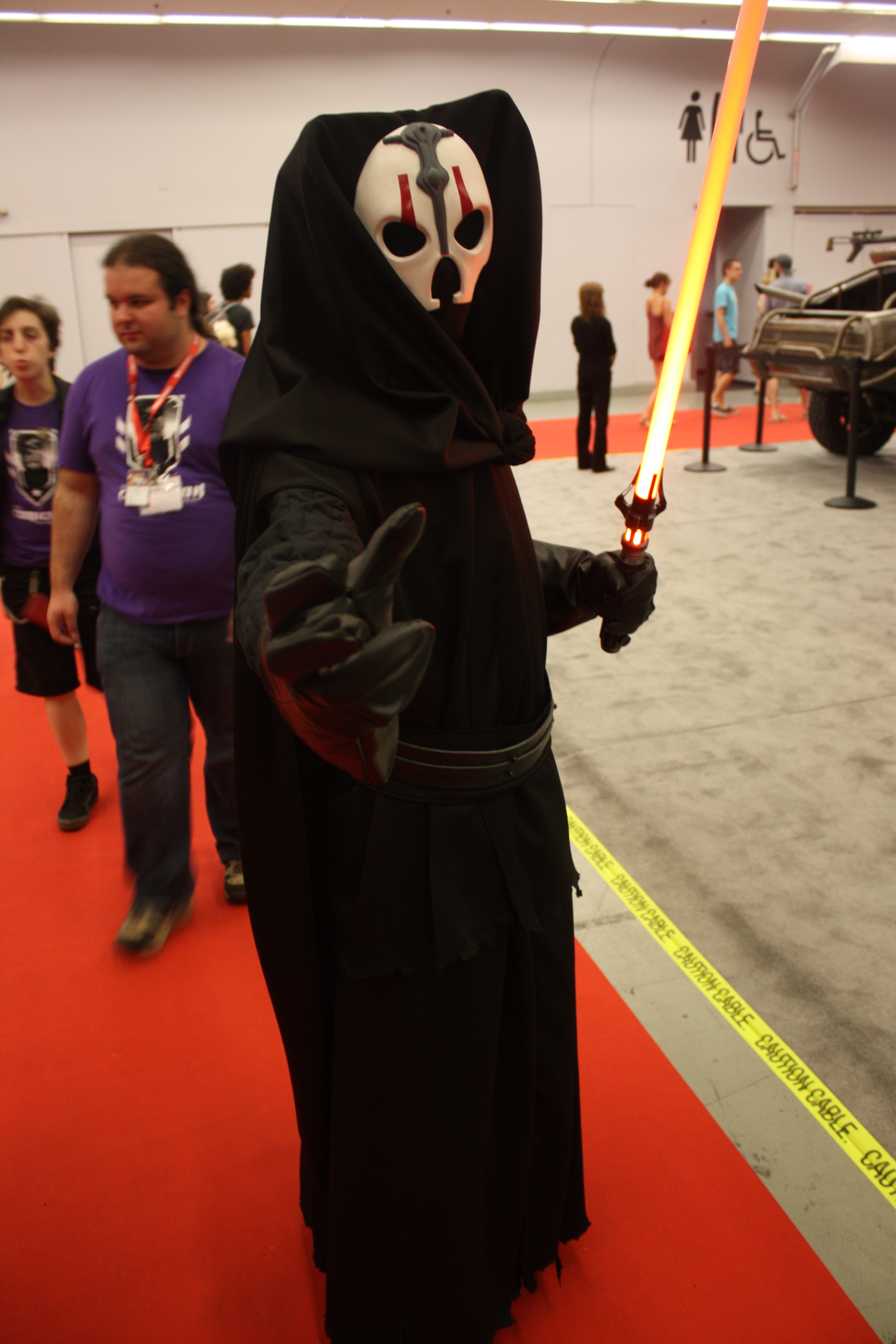
Ein als Darth Nihilus verkleideter Cosplayer

Die Handlung von The Sith Lords findet mehrere tausend Jahre vor den Ereignissen aus dem Film Episode I – Die dunkle Bedrohung statt. Den Ausgangspunkt bilden die Mandalorianischen Kriege, ein militärischer Konflikt zwischen dem militaristisch gesinnten Volk der Mandalorianer und der Republik. Die Mandalorianer planten, ihren Einflussbereich zu vergrößern und überfielen dazu die Republik. Die militärisch überlegenen Angreifer brachten schnell weite Teile der Galaxis unter ihre Kontrolle. Zwei Jedi, Revan und Malak, gelang es jedoch, die Überreste der republikanischen Truppen so zu organisieren, dass sie das Blatt wenden und die Mandalorianer letztendlich in der Schlacht von Malachor V bezwingen konnten.
Danach kam es zwischen Revan und Malak zum Konflikt, in dessen Folge sich beide bekriegten. Revan obsiegte und verschwand im Anschluss scheinbar spurlos aus der bekannten Galaxis. Zwei bis dahin unbekannte Sith, Darth Sion und Darth Nihilus, begannen daraufhin mit einem Feldzug gegen die Jedi. Ihnen gelang es, die Jedi weitgehend zu eliminieren und die sich von den Folgen der mandalorianischen Kriege erholende Republik zu schwächen.

### Spielhandlung
Der Spieler übernimmt die Rolle eines Jedi-Ritters, der in der Schlacht von Malachor V als General an der Seite von Revan kämpfte. Im Spiel sind sowohl Name, als auch Aussehen und Geschlecht der Figur nicht vorgegeben, sondern vom Spieler frei wählbar. Spielcharaktere bezeichnen die Hauptfigur durchgängig als den Verbannten bzw.die Verbannte. Im 2012 veröffentlichten Roman Revan beschrieb Autor Drew Karpyshyn die Hauptfigur von The Sith Lords als weiblich und gab ihr den Namen Meetra Surik, was in folgenden Medien aufgegriffen wurde.
In Folge der Schlacht wurde Surik aus dem Jedi-Orden ausgeschlossen. Das höchste Gremium des Ordens, der Jedi-Rat, missbilligte, dass Revan und Malak entgegen ihren Anweisungen gegen die Mandalorianer in den Krieg gezogen sind. Ebenfalls warf er Surik vor, eine große Anzahl an Soldaten und Jedi in den Tod geführt zu haben. Neben der Verurteilung durch den Rat verlor Surik durch die hohen Verluste in der Schlacht ihre Verbindung zur Macht, einer spirituellen Kraftquelle, die einem Jedi seine Stärke verleiht.
Nach mehreren Jahren im Exil befindet sich Surik auf dem Weg zu einem Treffen mit Vertretern der Republik. Dieses Treffen wurde von der Jedi-Meisterin Atris arrangiert. Sie beabsichtigte, durch die Rückkehr Suriks die bis dahin überwiegend im Verborgenen agierenden Sith zu einem offenen Angriff auf die Jedi zu provozieren. Kurz nachdem Surik von einem republikanischen Kriegsschiff aufgenommen wurde, greift der Sith Darth Sion, der die Jedi bereits ausgemacht hat, dieses Schiff an. Durch die Hilfe von Kreia, einer ebenfalls aus dem Jedi-Orden Ausgestoßenen, die Surik als neue Schülerin aufnehmen will, gelingt beiden die Flucht an Bord des Schiffs Ebon Hawk. Dabei wird die Hawk schwer beschädigt, sodass sie bei der Peragus-Minenanlage notlanden muss. Diese Station wurde kurz zuvor von einem Attentatsdroiden, der unabhängig von den Sith Jagd auf Surik macht, infiltriert und erobert. Als der Attentäter sie angreift, zerstört sie ihn und flieht daraufhin mithilfe Kreias sowie des Schmugglers Atton, den sie in der Station als einzigen Überlebenden des Droidenangriffs fand, von der Station. Inzwischen beginnt Kreia damit, Surik wieder zu einer Jedi auszubilden, um den sie verfolgenden Sith entgegentreten zu können. Die Gruppe reist daraufhin zum Planeten Telos, einem Stützpunkt der Republik. Dort trifft sie auf die Jedi-Meisterin Atris, die Suriks Verbannung ins Exil unterstützte. Nach einem kurzen Disput schließen beide ein Bündnis gegen die Sith. Atris beauftragt Surik, weitere überlebende Jedi zu finden. Im Anschluss bereist Surik mit ihren Gefährten die vier Welten Dantooine, Nar Shadaa, Onderon und Korriban, auf denen sie jeweils einen Jedi vermutet. Mit Ausnahme von Korriban, wo sich zwar eine Jedi aufhielt, die jedoch bereits von den Sith gefunden und getötet wurde, trifft Surik auf jedem Planeten auf einen Jedi-Meister. Sie überzeugt diese, sich in den Ruinen des Jedi-Tempels auf Dantooine zu versammeln, um das weitere Vorgehen gegen die Sith zu koordinieren.

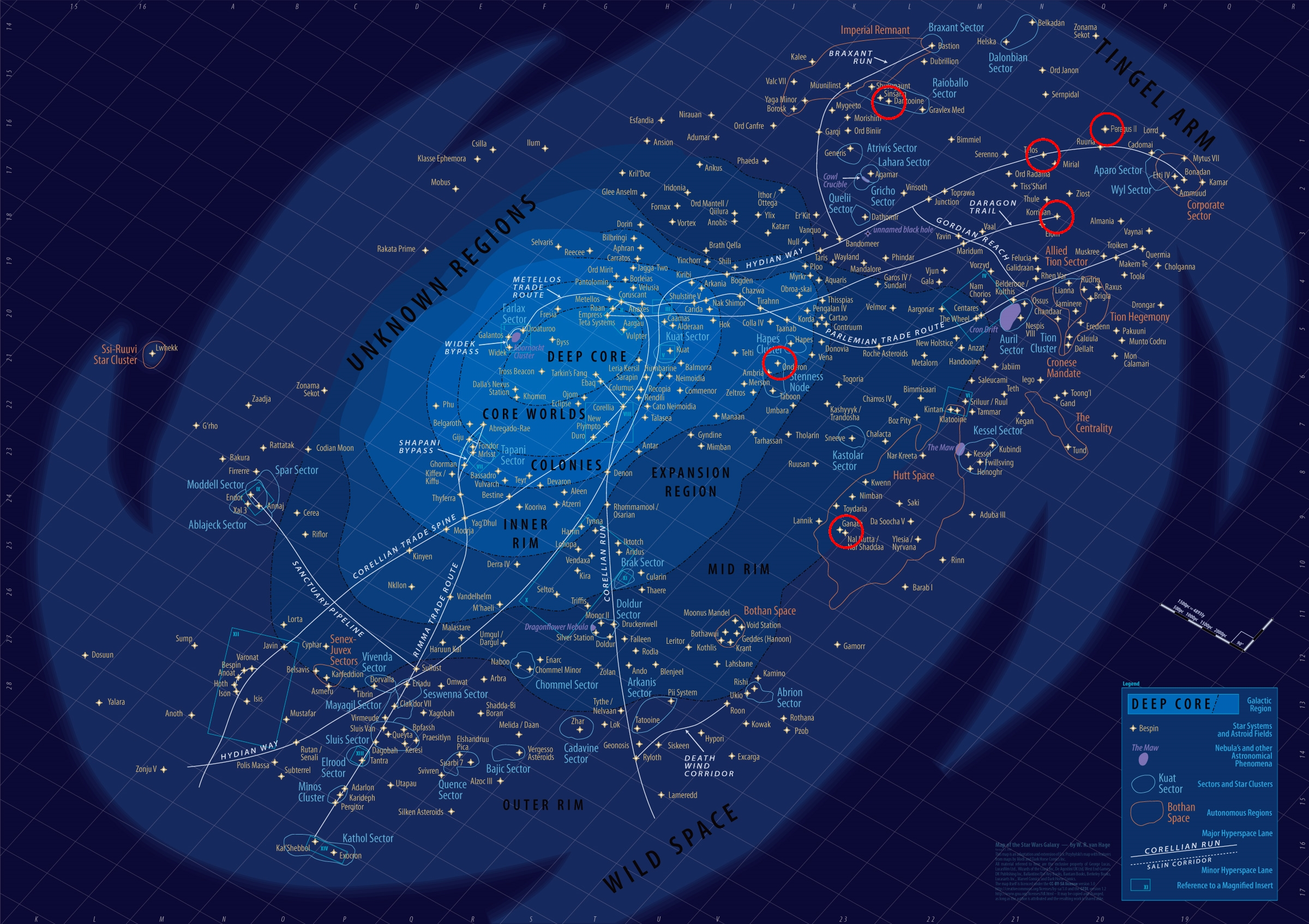
Schauplätze des Spiels innerhalb der Star-Wars-Galaxie

Nachdem sich die drei Jedi-Meister auf Dantooine versammelt haben, beschließen sie, Surik von ihren Machtfertigkeiten abzuschneiden, da sie fürchten, dass von Suriks Stärke eine Gefahr für die Jedi ausgeht. Kurz nachdem diese Prozedur begonnen hat, schreitet Kreia, die sich als Sith zu erkennen gibt, ein, wirft den Jedi Ignoranz vor und tötet sie. Surik, die durch die Behandlung durch die Jedi geschwächt wurde, lässt sie in der Akademie zurück. Daraufhin wird Kreia von Atris’ Wachen gefangen genommen und zu ihr gebracht. Jedoch gelingt es Kreia, Atris derart zu manipulieren, dass sie sich der dunklen Seite hingibt und Kreia zu ihrer Sith-Akademie nach Malachor V reisen lässt. Als Surik auf der Suche nach Kreia in Atris’ Akademie eintrifft, greift Atris sie an. Surik gelingt es, ihre Gegnerin zu besiegen und Kreias Manipulation zu erkennen. Inzwischen greift Darth Nihilus, der mit Kreias Hilfe die Akademie ausfindig gemacht hat, den Planeten an. Surik lässt Atris in der Akademie zurück, damit diese den Jedi-Orden wieder aufbauen kann, und bricht zum Kampf gegen Nihilus aus. Nachdem sie gemeinsam mit örtlichen Sicherheitskräften die Bodentruppen des Sith besiegt hat, infiltriert sie mithilfe von Canderous und Visas sein Flaggschiff, die Ravager. Dort stellt sie sich Nihilus im Duell und tötet ihn.
Im Anschluss reist Surik nach Malachor V, um Kreia zu bezwingen. Sie dringt in die Akademie ein und besiegt die dortigen Sith. Bevor sie Kreia angreifen kann, stellt sich ihr Kreias Schüler, Darth Sion, in den Weg. Nachdem Surik Sion besiegt hat, greift sie Kreia an, streckt sie nieder und zerstört ihre Sith-Akademie.
Ein alternatives Ende ergibt sich, wenn Surik die Jedi nicht auf Dantooine versammelt, sondern bei ihrer ersten Begegnung tötet. Sie bezwingt zwar auch die drei Sith-Lords, übernimmt dann aber Kreias Sith-Akademie, um den Sith-Orden selbst zu führen.

## Spielprinzip

### Allgemein
Das Spiel baut auf dem Konzept des Vorgängers auf. Kernelement ist rollenspieltypisch die Entwicklung des Spielercharakters. Als einzigen Spielmodus bietet The Sith Lords die Kampagne, in dessen Verlauf die Geschichte des Spiels erzählt wird. Zu Beginn konfiguriert der Spieler eine Spielfigur. Dazu wählt er zunächst eine Charakterklasse, wobei ihm drei zur Auswahl stehen, Jedi-Ritter, Jedi-Botschafter und Jedi-Hüter. Diese Klassen unterscheiden sich im Hinblick auf ihre Kampffertigkeiten. Anschließend wird dem Spieler ein Kontingent an Punkten zur Verfügung gestellt, mit denen er die zentralen Eigenschaften seiner Figur, beispielsweise deren physische Verfassung oder Überzeugungskraft, ausbauen kann. Hierbei ist ihm weitgehend freigestellt, in welche Eigenschaften er die Punkte investiert.
Das Ziel des Spielers ist es, die Jedi-Meister Kavar, Vrook, Kai-El und Vash zu finden, um mit ihnen gegen die Sith zu kämpfen. Dazu bereist und erforscht er mehrere Planeten. An beinahe jedem dieser Orte befinden sich zahlreiche Charaktere, mit denen der Spieler auf verschiedene Weise interagieren kann. Einige dieser Figuren stehen ihm feindlich gegenüber, etwa Kriminelle oder Sith, und zwingen ihn in eine Kampfsituation.
Im Spielverlauf baut der Spieler seinen Charakter zu einem machtbegabten Krieger aus. Unterstützt wird er dabei von Kreia, die ihm regelmäßig neue Fertigkeiten lehrt. Während die Spielfigur die Planeten erkundet, begegnen ihr mehrere Personen, die sich ihr anschließen. Zu Beginn des Spiels besteht die Gruppe aus dem Hauptcharakter Meetra Surik und deren Droiden T3-M4. Weitere Figuren, etwa Kreia oder die aus dem Vorgänger bekannten HK-47, dessen Bauteile in der Galaxis verteilt sind und erst zusammengesetzt werden müssen, sowie Canderous Ordo, der nun den Titel des Mandalore trägt, kommen im Verlauf der Handlung hinzu. Während eines Einsatzes kann die Spielfigur von bis zu zwei Gefährten, die eigenständig spielbar sind, gleichzeitig begleitet werden. Auch hier muss der Spieler wieder abwägen, welche Charaktere er aufgrund ihrer Fertigkeiten auf die jeweiligen Missionen mitnimmt.
Wie im Vorgänger dient das persönliche Schiff des Spielers, die Ebon Hawk, als Quartier. Auf ihr versammeln sich die Figuren, die sich ihm angeschlossen haben. Im Cockpit befindet sich eine Karte der Galaxis, mit deren Hilfe er per Mausklick verschiedene Orte bereisen kann. Die Reihenfolge, in der diese Orte besucht werden, wird von der Handlung nur lose vorgegeben und kann daher vom Spieler weitgehend frei bestimmt werden.

### Charakterentwicklung
Im Verlauf des Spiels wird es für den Spieler erforderlich, seine Figur kampfstärker zu machen. Dies geschieht über Levelaufstiege. Dieses Konzept wurde vom Vorgänger weitgehend unverändert übernommen. Der Spieler kann seine Figur aufwerten, wenn er eine bestimmte Menge an Erfahrungspunkten gesammelt hat. Diese erhält er, indem er Gegner besiegt oder indem er sich über die Ereignisse in der Republik nach Suriks Verbannung informiert. Bei einer Aufwertung erhält der Spieler eine bestimmte Anzahl an Punkten, mit denen er die Attribute seiner Figur verbessern oder neue Fähigkeiten erlernen kann. Auf gleiche Weise kann der Spieler auch die Eigenschaften der anderen Mitglieder seiner Gruppe aufwerten.
Das Spiel bietet für jeden Charakter, der der Gruppe des Spielers angehört, eine detaillierte Übersicht über dessen Eigenschaften. Diese Eigenschaften werden in Attribute, Fähigkeiten und Talente unterteilt und ähneln wie im Vorgänger stark dem Attributsystem in Dungeons & Dragons. Attribute umfassen rudimentäre Charaktereigenschaften, beispielsweise die physische Stärke oder das Kampfgeschick. Fähigkeiten stellen besondere Begabungen, etwa die Fähigkeit, Mitspieler zu heilen oder Computersysteme zu hacken, dar. Diese beiden Gruppen werden durch Zahlenwerte repräsentiert, die bei Aufwertungen erhöht werden können. Talente stellen dagegen einmalig erlernbare Eigenschaften dar, etwa besondere Kampfstile oder Angriffs- und Verteidigungsboni.
Neue Kampfstile und Macht-Techniken erlernt die Spielfigur sowohl von den Jedi-Meistern, denen sie im Spielverlauf begegnet, als auch durch das Wählen einer Prestige-Klasse. Letzteres ist möglich, wenn der Spieler mit seiner Hauptfigur einen bestimmten Level erreicht hat und sich einer der beiden Seiten der Macht angenähert hat.
Wie der Vorgänger beinhaltet The Sith Lords ein Gesinnungssystem. Dieses wird durch eine Skala repräsentiert, die anzeigt, wie stark eine Figur der hellen oder der dunklen Seite der Macht zugeneigt ist. Die Hauptfigur startet mit neutraler Ausrichtung, ist also weder dem Guten noch dem Bösen zugeneigt. Im Laufe der Kampagne bieten sich dem Spieler zahlreiche Möglichkeiten, durch Handlungen oder durch Aussagen sich in eine Richtung zu entwickeln. Diese Entwicklung wirkt sich auf die Kampffähigkeiten der Figur aus. Charaktere, die der dunklen Seite zugewandt sind, besitzen ausgeprägte offensive Fähigkeiten. Figuren, die zur hellen Seite neigen, verfügen dagegen über Defensivboni, die der einzelnen Figur aber auch der gesamten Gruppe zugutekommen.
Eine Neuerung von The Sith Lords ist die Möglichkeit der Einflussnahme auf andere Charaktere. Einfluss repräsentiert das Verhältnis zwischen dem Hauptcharakter und einem Begleiter. Die Einflussnahme erfolgt durch Handlungen der Hauptfigur, auf die dessen Begleiter positiv oder negativ reagieren. Durch großen Einfluss erhält der Spieler bestimmte Vorteile, etwa zusätzliche Dialogoptionen oder Erfahrungspunkte. Bei bestimmten Charakteren wird ihm darüber hinaus die Möglichkeit eröffnet, sie zu Jedi oder Sith auszubilden. Darüber hinaus können sich auch Romanzen entwickeln.

### Erkundung
Im Verlauf der Kampagne bereist und erkundet der Spieler mehrere Planeten. Diese sind in einzelne, weitläufig gestaltete Abschnitte unterteilt, in denen der Spieler sich frei bewegen kann. Hierbei stehen ihm viele Handlungsoptionen offen. Auf jedem Planeten besitzt der Spieler ein übergeordnetes Ziel, meist die Suche nach den Jedi-Meistern. Um dieses Ziel zu erreichen, erforscht der Spieler die Gebiete und tritt dort mit zahlreichen Figuren in Kontakt.
Die Interaktion mit anderen Charakteren erfolgt über Dialoge, die geführt werden, indem der Spieler auf eine andere Figur zugeht und ein Gespräch beginnt. Während eines Gesprächs erhält der Spieler verschiedene Dialogoptionen zur Auswahl, die den Verlauf des Gesprächs steuern. In manchen Dialogen stehen dem Spieler zusätzliche Antwortmöglichkeiten zur Verfügung, wenn er bestimmte Fähigkeiten und Attribute besonders ausgebaut hat. Beispielsweise erhält ein Charakter mit starken Überredungskünsten die Option, Kaufpreise herunterhandeln. Im Falle seiner Gefährten erhält der Spieler zusätzliche Dialogoptionen, wenn er einen großen Einfluss auf seinen Gesprächspartner besitzt. Das Verhalten im Dialog wirkt sich auf die Ausrichtung des Spielers an der Macht aus.
Darüber hinaus bitten ihn regelmäßig Figuren um Hilfe. Diese Gesuche umfassen das Wiederfinden verlorener Objekte, das Verfolgen Krimineller oder das Vermitteln zwischen zwei Konfliktparteien. Einige dieser Aufträge sind für das Vorankommen in der Handlung erforderlich, andere sind optional. Als Belohnung für den erfolgreichen Abschluss eines Auftrags erhält der Spieler
Ausrüstungsgegenstände oder Geld.
Im Spielverlauf trifft der Spieler auf mehrere Charaktere, die bereit sind, ihn zu begleiten. Diese stehen dem Spieler anschließend in beinahe allen Situationen über ein Menü zur Verfügung. Sie weisen den Spieler auf Gefahren hin, helfen ihm bei Verhandlungen und unterstützen ihn in Gefechtssituationen.
In einigen Gebieten finden sich die aus dem Vorgänger bekannten Minispiele, das Kartenspiel Pazaak und Pod-Rennen. Bei Minispielen kann der Spieler Geld gewinnen. Mit dem verdienten Geld kann er Waffen und Ausrüstung bei Händlern, die er ebenfalls in der Spielwelt antrifft, erwerben. Außerdem befinden sich an den meisten Ortschaften Kisten oder vergleichbare Objekte, die der Spieler plündern kann. Der Inhalt dieser Behälter wird mittels eines Zufallsgenerators bestimmt. Meist handelt es sich dabei um Ausrüstungsgegenstände, manchmal auch um Geld. Gefundene Gegenstände nimmt der Spieler in sein permanentes Inventar auf.

### Ausrüstung und Bewaffnung

Verschiedene Lichtschwerter

Im Laufe des Spiels stößt der Spieler auf zahlreiche Gegenstände, mit denen er seine Figur sowie deren Begleiter ausrüsten kann. Diese Gegenstände werden in einem Inventar aufbewahrt. Der Spieler erhält Gegenstände durch das Erfüllen von Aufträgen, durch das Erwerben bei einem Händler oder durch Plünderung.
Ausrüstungsgegenstände umfassen in erster Linie Waffen, deren Bauteile und Rüstungen. Die Waffenauswahl ist groß, sie reicht von Nahkampfwaffen wie Schwertern und Äxten bis hin zu Pistolen und Gewehren. Im Fokus der Ausrüstung des Spielers steht jedoch dessen Lichtschwert. Dieses erhält er, nachdem er die dafür notwendigen Komponenten in der Spielwelt entdeckt hat.
Viele Gegenstände können aufgewertet werden, wodurch sich deren Effektivität erhöht. Die dazu benötigten Komponenten findet der Spieler ebenfalls in der Spielwelt, entweder als Beutegut oder als Handelsware. Darüber hinaus kann er Gegenstände auch zerlegen und mithilfe der daraus gewonnenen Einzelteile neue Objekte konstruieren.

### Kampfsituationen
Während der Spieler die Spielwelten bereist, wird er regelmäßig in physische Auseinandersetzungen verwickelt. Dies können Streitigkeiten zwischen Einheimischen sein, in die der Spieler gerät, oder Überfälle durch Kriminelle oder Sith.
Das Prinzip, nach dem diese Kämpfe ablaufen, wurde nahezu unverändert aus dem Vorgänger übernommen. Ein Gefecht setzt sich aus Runden- und Echtzeitelementen zusammen. Ein Kampf beginnt, wenn der Spieler Sichtkontakt zu einem Gegner herstellt. Geschieht dies, wird das Spiel zunächst pausiert. Über dem Gegner werden drei Schaltflächen sichtbar, mithilfe derer der Spieler seinen Angriff planen kann. Dabei kann er aus besonderen Nah- und Fernkampfangriffen – abhängig davon, welche Waffe er mit sich führt – und dem Einsatz von Granaten und Minen wählen. Nach dem gleichen Prinzip kann der Spieler auch die Kampfhandlungen seiner Gefährten koordinieren. Ist die ausgewählte Spielfigur eine machtbegabte Person, so stehen ihm besondere Kampffertigkeiten zur Verfügung. Welche dies im konkreten Fall sind und wie effektiv sie angewendet werden können, wird durch die Entwicklung des Charakters und dessen Gesinnung beeinflusst.
Nachdem der Spieler seinen Angriff geplant hat, führen er und sein Gegner abwechselnd ihre Kampfhandlungen aus. Währenddessen führen die anderen Beteiligten ihre Aktionen parallel in Echtzeit aus. Um seine Gruppe im Gefecht erneut zu koordinieren, kann der Spieler das Gefecht jederzeit pausieren und neue Befehle erteilen. Er kann ihnen dabei auch ein bestimmtes Kampfverhalten vorgeben, sodass sie in erster Linie beispielsweise Unterstützungsfeuer leisten oder den Gegner in Nahkämpfe verwickeln.
Abhängig von den kampfbezogenen Charaktereigenschaften besteht bei jeder Attacke eine gewisse Wahrscheinlichkeit, dass sie ihr Ziel verfehlt. Ein kampfstarker Verteidiger ist zusätzlich in der Lage, Angriffen auszuweichen oder sie abzuwehren.

### GUI

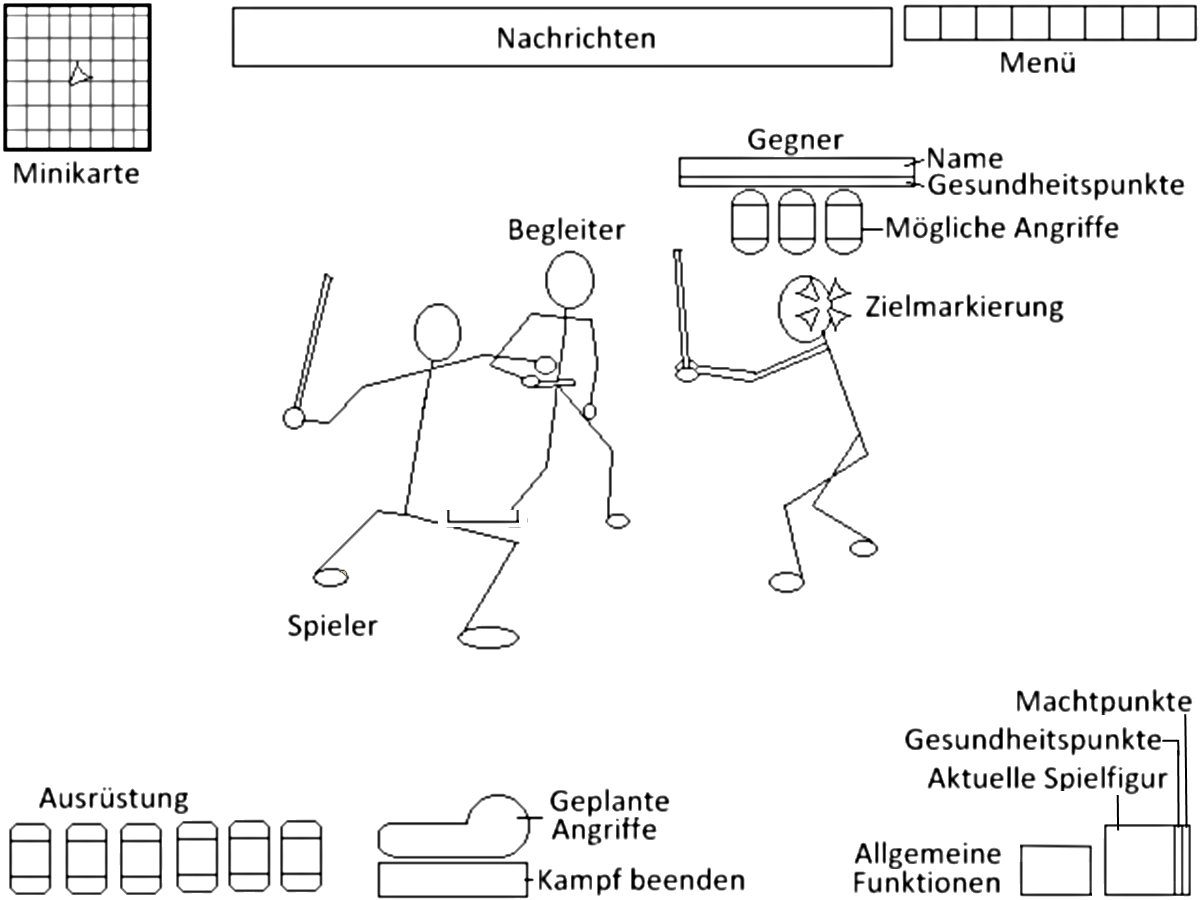
Schematische Darstellung der Benutzeroberfläche in einer Kampfsequenz

Die Benutzeroberfläche enthält die gleichen Elemente wie die des Vorgängers, lediglich deren Anordnung wurde verändert. Sie zeigt eine verkleinerte Karte des aktuellen Spielgebiets, eine Übersicht über die Mitglieder des aktuellen Teams, Felder mit kampfbezogenen Informationen sowie Schaltflächen für die wesentlichen Menüfunktionen. Dazu zählen eine Übersicht über die Charaktere, die deren Merkmale und Ausrichtung an der Macht zeigen, sowie ein Bildschirm, in dem die spielbaren Figuren mit Waffen, Körperpanzern und Ähnlichem ausgestattet werden können.
Die Spielfiguren werden durchgängig aus der Third-Person-Perspektive gespielt. Die Kamera befindet sich leicht versetzt hinter der gegenwärtig ausgewählten Figur des Spielers, auf die die Kamera stets ausgerichtet ist. Sie lässt sich auf und ab schwenken sowie um die Figur drehen.

## Entwicklungsgeschichte

### Auftragsvergabe
Bereits während der Entwicklung von Star Wars: Knights of the Old Republic plante LucasArts, einen Nachfolger für dieses Spiel zu veröffentlichen. Das für den Titel verantwortliche Studio, BioWare, war jedoch inzwischen für andere Projekte eingespannt und besaß keine freien Ressourcen für die Arbeit an einem weiteren Spiel. Außerdem empfand das Studio den von LucasArts vorgesehenen Entwicklungszeitraum als zu knapp angesetzt. Stattdessen empfahl BioWare LucasArts das neugegründete Studio Obsidian Entertainment, deren Gründer BioWare aus früheren Projekten bekannt waren, als Entwickler. Obsidian übernahm infolgedessen den Auftrag von LucasArts.

### Entwicklung

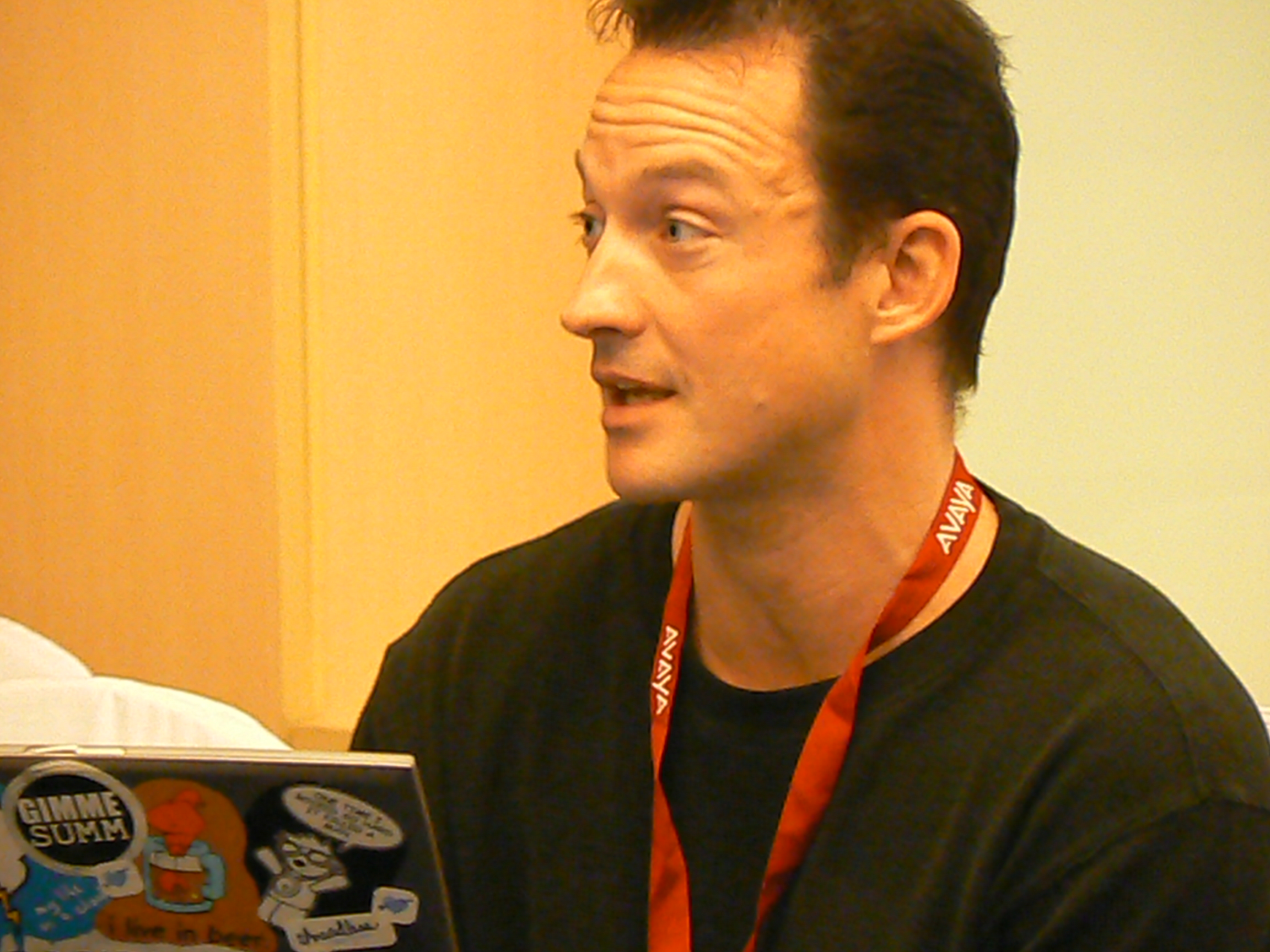
Chris Avellone

Die Arbeit an dem Spiel begann mit einigen Entwürfen zur Handlung, die das siebenköpfige Entwicklerteam noch vor der Veröffentlichung des Vorgängers ab Juni 2003 anfertigte. Als Leiter des Projekts fungierte Chris Avellone, der bereits an Fallout 2, Baldur’s Gate und Planescape: Torment mitwirkte. Als Produzent fungierte wie beim Vorgänger Mike Gallo.
Anfänglich besaß das Entwicklerteam nur die Informationen über das Spiel, an das sie anknüpfen sollten, die sie aus offiziellen Verkündungen BioWares entnehmen konnten. LucasArts lehnte es ab, im Voraus Kopien von Star Wars: Knights of the Old Republic herauszugeben. Daher gingen die ersten Entwürfe der Entwickler fehl, sodass sie sie nach der Veröffentlichung des BioWare-Titels überarbeiten mussten.

Im Oktober begann Obsidian schließlich mit der Entwicklung des Spiels. Für die Ausarbeitung der Handlung fertigte das Studio detaillierte Biografien der Hauptcharaktere aus. Als Schwerpunkt des Spiels sahen die Entwickler die Handlung und die Charaktere, die bereits die Stärken des Vorgängers darstellten. Avellone plante, in der Handlung eine düsterere Atmosphäre zu erzeugen, als es im Vorgänger geschah sowie den Figuren mehr Tiefe zu verleihen. Auch sollte sich die Handlung inhaltlich von anderen Star-Wars-Skripten abgrenzen, beispielsweise sollte das Element der Macht aus einer differenzierteren Perspektive beleuchtet werden. Eine zentrale Rolle sollte dabei die Figur Kreia einnehmen. Bei ihrem Entwurf orientierte sich Avellone an einem Charakter aus Planetscape, Ravel Puzzlewell. 

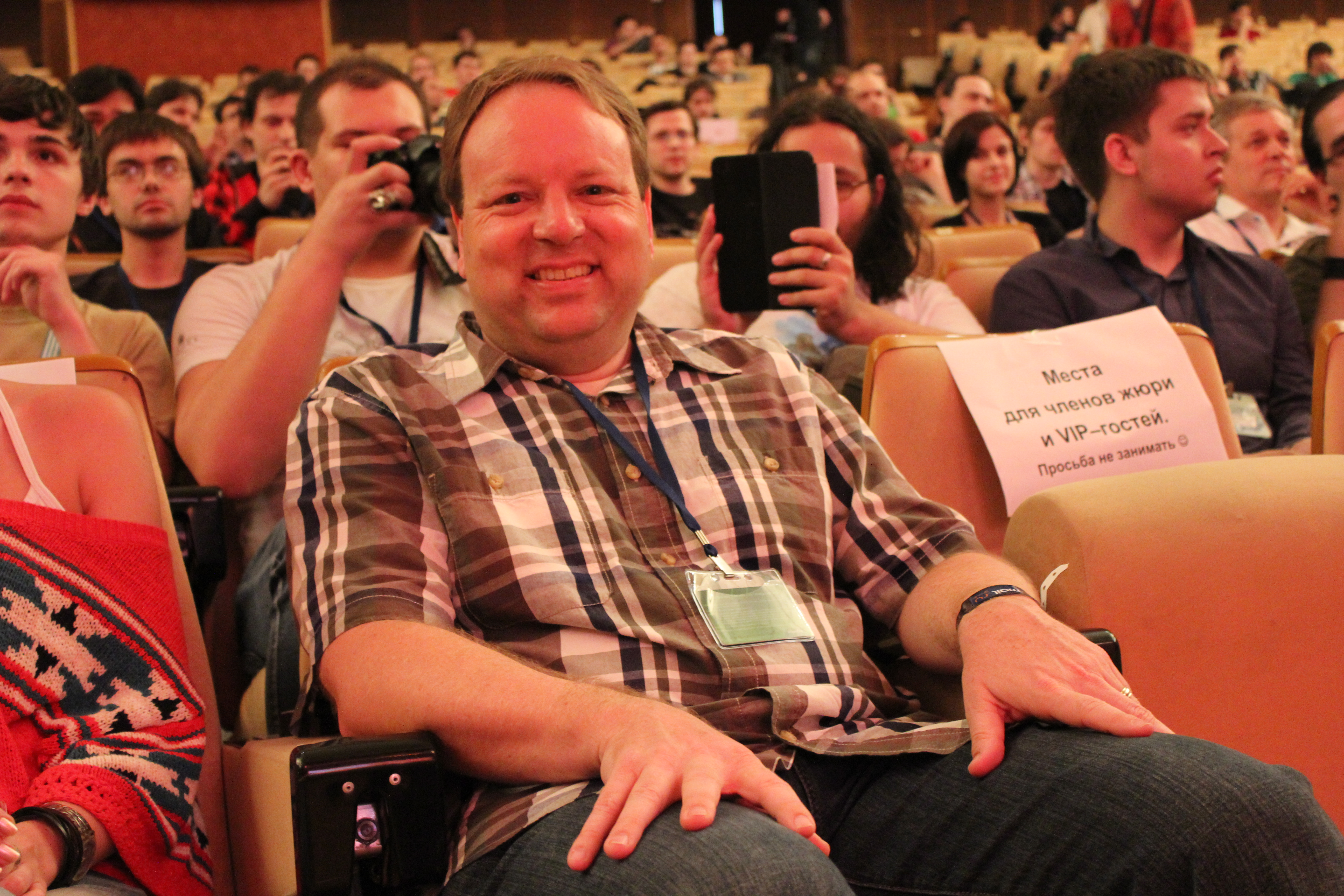
Feargus Urquhart

LucasArts beabsichtigte, das Spiel Ende 2004 zu veröffentlichen, daher war die Entwicklungszeit knapp bemessen. Dies beklagten einige Entwickler, darunter der leitende Grafiker Aaron Myers und Obsidians COO Chris Parker. Aufgrund dieses Zeitdrucks entschied sich das Studio im Verlauf der Entwicklung, den ursprünglich geplanten Umfang des Spiels zu reduzieren. Dazu entfernte das Entwicklungsteam zahlreiche Elemente, darunter Figuren, Dialoge, Missionen und einen Schauplatz aus dem Spiel. Außerdem wurden einige Handlungsstränge vereinfacht oder gestrichen, insbesondere aus dem finalen Level auf dem Planeten Malachor V.
In einem Rückblick sah der Geschäftsführer von Obsidian, Feargus Urquhart, die Ursache dieses Zeitdrucks in einem Managementfehler. Obsidian begann mit der Vorgabe, das Spiel rechtzeitig zum Weihnachtsgeschäft 2004 abzuliefern. Ein im Frühjahr 2004 bei LucasArts eingereichter Prototyp traf auf große Zustimmung und führte zu der informellen Absprache, den Entwicklungszeitraum bis 2005 auszudehnen. Urquhart erarbeitete daher einen neuen Zeitplan, der einen größeren Projektumfang vorsah. Jedoch hielt er diese Absprache nicht vertraglich fest. Nach der Präsentation auf der E3 änderte LucasArts seine Vorgaben jedoch ein weiteres Mal und forderte nun wieder die Einhaltung des ursprünglichen Liefertermins. Da Obsidian im Falle einer Verzögerung der Fertigstellung empfindliche Vertragsstrafen befürchtete, kamen sie daher durch Inhaltskürzungen der Forderung des Publishers nach. Avellone beklagte, dass Obsidian bei der Entwicklung falsche Prioritäten gesetzt hat und zu viel Zeit mit der Ausarbeitung von nebensächlichen Funktionen verbracht hat.
Eine erste öffentliche Vorstellung erhielt das Spiel auf der Electronic Entertainment Expo 2004 in Los Angeles. Dort führten sie in einer knapp fünfminütigen Präsentation drei weitgehend fertiggestellte Level sowie einige neue Spielfunktionen vor. Wenige Tage vor der Ausstellung veröffentlichte Obsidian eine Demo-Version des Titels. Ende Juli folgte ein Trailer. Im Oktober 2004 wurde eine – inzwischen abgeschaltete – Homepage des Spiels live geschaltet.

### Technik
Die technische Basis für das Spiel wurde Obsidian von BioWare zur Verfügung gestellt. Daher nutzt das Spiel die für den Vorgänger entwickelte Odyssey-Engine. Obsidian beschränkte sich darauf, einzelne Elemente dieser mittlerweile mehrere Jahre alten Engine an den aktuellen Stand der Technik anzupassen, etwa die Beleuchtungseffekte. Daneben erhöhten sie die Effizienz, mit der Odyssey Berechnungen vornimmt, um beispielsweise die Ladezeiten zu verkürzen oder belebtere Spielumgebungen darstellen zu können.
Wie sein Vorgänger baut The Sith Lords auf dem d20-System des Spieleherstellers Wizards of the Coast auf. D20 ist die Basis des Rollenspiels Dungeons & Dragons, welches wiederum als Grundlage für die Abläufe moderner Rollenspiele gilt. Das d20-System regelt die Abläufe einiger grundlegender Spielmechanismen und führt Berechnungen aus, etwa für die Erfolgschancen von Kampfhandlungen.

### Ton und Synchronisation

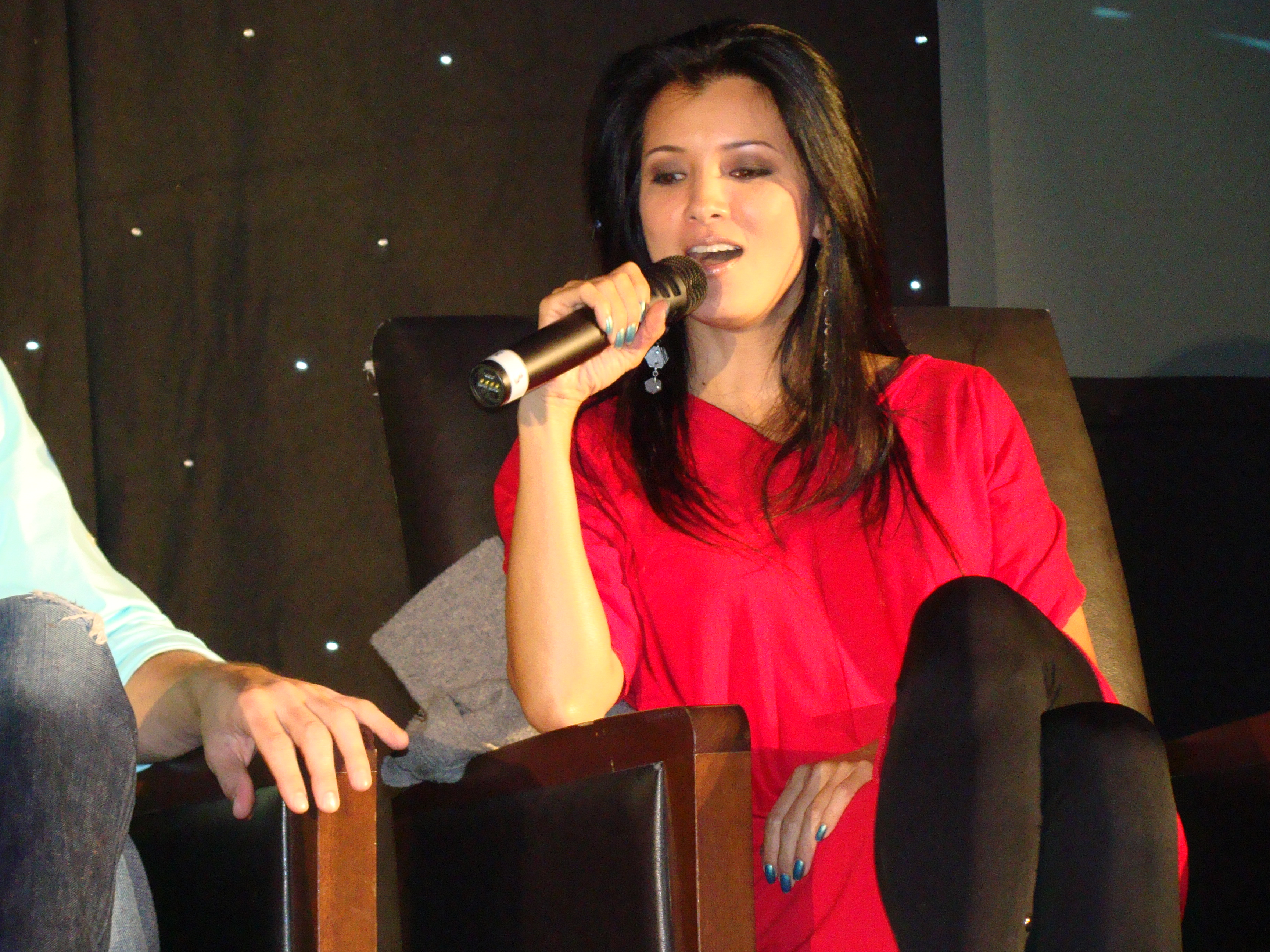
Kelly Hu (Visas Marr)

Die Spielmusik wurde von Mark Griskey komponiert. Er nutzte Orchestermusik, die sich aus Aufnahmen von John Williams’ Filmmusik und Stücken des Vorgängers, aber auch aus neuen Kreationen zusammensetzt. Die Arbeit an der Komposition dauerte von Juni bis Juli 2004 an. Zu Beginn entwarf Griskey ein Konzept mit mehr als 4000 Seiten. Dieses war die Basis für einen knapp siebzigminütigen Soundtrack. Als Einflüsse für seine Komposition nannte er dabei neben Williams Erich Korngold und Bernard Herrmann. Für viele Figuren und Orte entwickelte Griskey Themen. Im August desselben Jahres begannen die Aufnahmen in der Kapelle der Bastyr University in Washington. Die anschließende Abmischung des Tons erfolgte im Studio Skywalker Sound.
Wie der Vorgänger enthält The Sith Lords zahlreiche Dialoge, die vollständig vertont sind. Deren Aufnahme wurde von Will Beckman und Darragh O’Farrell, der bereits die Vertonung des Vorgängers koordinierte, geleitet. Als Synchronsprecher wurden einige Schauspieler verpflichtet, darunter Sara Kestelman, Nicky Katt und Ed Asner.
Die Aufnahmen für die deutsche Version erfolgten in dem Hamburger Studio Toneworx.
| Charakter            | englischer Sprecher          | deutscher Sprecher    | Rolle                                        |
| -------------------- | ---------------------------- | --------------------- | -------------------------------------------- |
| Kreia (Darth Traya)  | Sara Kestelman               | Isabella Grothe       | Suriks Mentorin, Antagonistin des Spiels     |
| Atton Rand           | Nicky Katt                   | Christian Stark       | Schmuggler                                   |
| Bao-Dur              | Roger Smith                  | Guido Zimmermann      | Ingenieur                                    |
| Visas Marr           | Kelly Hu                     | Christine Pappert     | Darth Nihilus’ Schülerin                     |
| GO-TO                | Daran Norris                 | Gerhard Marcel        | Anführer der Tauschhändler                   |
| Brianna (Dienerin)   | Grey DeLisle                 | Kristina von Weltzien | Atris’ Schülerin                             |
| HK-47                | Kristoffer Tabori            | Robert Missler        | Von Surik reparierter Attentatsdroide Revans |
| Mira                 | Emily Berry (Schauspielerin) | Eva Michaelis         | Kopfgeldjägerin                              |
| Darth Sion           | Louis Mellis                 | Erik Schäffler        | Darth Trayas Schüler                         |
| Mical (Jünger)       | Greg Ellis                   | Clemens Gerhard       | Historiker                                   |
| Atris                | Elizabeth Rider              | Anna Moll             | Jedi-Meisterin                               |
| Mandalore            | John Cygan                   | Marco Kröger          | Söldner, Anführer der Mandalorianer          |
| Meister Vrook        | Ed Asner                     | Jörg Gillner          | Jedi-Meister                                 |
| Meister Kavar        | Tom Kane                     | Stephan Schwartz      | Jedi-Meister                                 |
| Meister Zez-Kai Ell  | Billy Brown                  | Sascha Draeger        | Jedi-Meister                                 |
| Lieutenant Dol Grenn | Charles Dennis               | Rainer Schmitt        | Leutnant der Telos Security Force            |
| Zherron              | Charles Dennis               | Thomas Karallus       | Befehlshaber der Khoonda-Miliz               |
| Colonel Tobin        | David Robb                   | Robin Brosch          | Offizier des onderonianischen Militärs       |
| Jana Lorso           | Elizabeth Conboy             | Marion von Stengel    | Administratorin der Czerka Corporation       |
| Dhagon Gent          | Nick Jameson                 | Jörg Gillner          | Arzt, Kriegsveteran                          |
| Bastila Shan         | Jennifer Hale                | Céline Fontanges      | ehemalige Gefährtin Revans                   |
| Carth Onasi          | Raphael Sbarge               | Till Demtrøder        | ehemaliger Gefährte Revans                   |

## Veröffentlichung

### Markteinführung und Wiederveröffentlichungen
Das Spiel erschien am 6. Dezember 2004 für Xbox in Nordamerika. Auf dem europäischen Markt erschien diese Version erst am 10. Februar 2005. Im selben Monat folgte in Nordamerika Europa und Australien die Veröffentlichung der Windows-Version. Ursprünglich war die parallele Veröffentlichung beider Umsetzungen geplant, jedoch nahm die Arbeit an der Grafik der letztgenannten Fassung mehr Zeit in Anspruch.
Im Frühjahr 2012 erschien eine Kompilation beider KoTOR-Titel exklusiv für Windows. Am 24. August desselben Jahres wurde das Spiel auf der Online-Plattform Steam durch LucasArts wiederveröffentlicht. Am 21. Juli 2015 veröffentlichte das Studio Aspyr Media Portierungen der Verkaufsversion von The Sith Lords für Linux und Mac OS. Für diese Umsetzungen rüstete die Firma eine Unterstützung für 4K- und 5K-Auflösungen nach. Außerdem ermöglichte Aspyr die Einbindung von Modifikationen – zusätzliche, von Spielern erstellte Inhalte – aus dem Angebot des Steam-Workshops. Für Nutzer der auf Steam veröffentlichten Windows-Version machte Aspyr die Neuerungen mittels eines kostenlosen Updates zugänglich.

### Verkaufszahlen
Weder Obsidian noch LucasArts äußerten sich zu den Verkaufszahlen von The Sith Lords. Von der Xbox-Fassung wurden laut dem Marktforschungsinstitut NPD Group im Dezember 2004 auf dem nordamerikanischen Markt rund 458.000 Exemplare verkauft. Bei Markteinführung in Großbritannien wurden von beiden Fassungen des Spiels bei Verkaufsstart insgesamt mehr Einheiten abgesetzt als vom Vorgänger. Dies war auch der Tatsache geschuldet, dass The Sith Lords in Europa parallel für beide Plattformen erschien, während die Windows-Fassung des Vorgängers erst deutlich nach dessen Xbox-Fassung veröffentlicht wurde. Aufgrund der auch in den folgenden Monaten hohen Absatzzahlen nahm Microsoft das Spiel in die Platinum-Hits-Serie, die Xbox-Titel mit überdurchschnittlichen Verkaufszahlen enthält, auf. Schätzungen zufolge wurden von der Xbox-Fassung weltweit etwa 1,37 Millionen Einheiten abgesetzt. Bezüglich der Windows-Version wurden keine Verkaufszahlen veröffentlicht.
Das Spiel belegte in Großbritannien in der ersten Verkaufswoche den ersten Platz der plattformübergreifenden Verkaufscharts. In Nordamerika erreichte die Windows-Version nach Markteinführung den zweiten Platz hinter dem Online-Spiel World of Warcraft.

## Rezeption

### Vorberichterstattung
In einem frühen Vorschaubericht des Magazins Eurogamer stellte der Redakteur Tom Bramwell einige Informationen zu The Sith Lords vor. Er bezeichnete die spielerischen Neuerungen als überzeugend, obwohl das Spiel viele Elemente aus dem Vorgänger übernehme. Insbesondere die Möglichkeit des Spielers, die Charaktere, die mit ihm reisen, zu beeinflussen, sei interessant. Ricardo Torres von der Videospiel-Webseite GameSpot lobte den Ansatz des Spiels, die Handlung des Vorgängers durch Interaktion der Hauptfigur mit verschiedenen Charakteren nachzuvollziehen.
Tal Blevins vom Online-Magazin IGN schrieb im Anschluss an die Präsentation des Spiels auf der E3 2004, dass das Spiel an Spieltiefe und Spielspaß mit dem Vorgänger mithalten könne. Beim Test einer beinahe verkaufsfertigen Fassung der Windows-Version lobte Jason Ocampo von GameSpot, dass diese Umsetzung grafisch vielversprechender wirke.

### Rezensionen
The Sith Lords erhielt von Kritikern überwiegend positive Bewertungen. Die Bewertungen für die einzelnen Umsetzungen differierten dabei nur marginal. Der Aggregator GameRankings, der Testberichte sammelt und aus den Wertungen einen Durchschnittswert ermittelt, errechnete einen Schnitt von 85,72 % für die Windows- und von 85,82 % für die Xbox-Version. Die Webseite Metacritic kam auf ähnliche Werte.
Als herausragendes Element wurde vielfach die Handlung gelobt. Steve Butts von IGN schrieb, dass ihre Qualität beinahe mit den Star-Wars-Filmen mithalten könne. Ein Manko sei, dass die Handlung ihre Spannung sehr langsam aufbaue. Jedoch werde dies durch dadurch ausgeglichen, dass die Handlungen und Entscheidungen des Spielers spürbare Veränderungen der Spielwelt bewirken. Greg Kasavin von GameSpot bemerkte, dass die Handlung von The Sith Lords nicht in dem Star-Wars-typischen Schema von Gut und Böse verharre, sondern eine moralisch mehrdeutigere Handlung biete, indem es dazu anrege, auch scheinbar eindeutig gute Handlungen zu hinterfragen. Allerdings häufen sich im späteren Spielverlauf einige Logikfehler und Sprünge. Jörg Luibl kritisierte auf der Webseite 4Players, dass sich die Handlung nicht eigenständig genug anfühle. Indem sie auf Schauplätze und Figuren des Vorgängers zurückgreife, biete sie zu wenig Neues. Christopher Buecheler vom Online-Magazin GameSpy beschrieb die Handlung anfänglich als gut aufgebaut, sie wirke sogar vielversprechender als die des Vorgängers. Die späteren Level und das Ende des Spiels fallen jedoch qualitativ deutlich ab. Die Ursache dafür sah Buecheler in den zu engen Zeitvorgaben, die LucasArts Obsidian auferlegte.
Die Spielmechanik erfuhr ebenfalls Lob. Robert Schlesinger bezeichnete das Spiel in einem Test der Washington Post als mindestens ebenso gelungen wie sein Vorgänger. Einige Tester merkten allerdings an, dass das Spiel wenig Neuerungen mit sich bringe und sich spielerisch kaum vom Vorgänger absetze. Markus Schwerdtel lobte in der Spielezeitschrift GameStar dagegen die abwechslungsreichen Aufgaben. Jedoch entwickle sich das Spiel nicht ausgewogen genug. Während der Einstieg zu leicht sei, nehme der Schwierigkeitsgrad im späteren Spielverlauf abrupt zu. Auch Norman Chan lobte in einem Test für die Zeitschrift Maximum PC die Missionen. Diese seien sehr gut mit der Handlung verwoben. Charles Herold von der New York Times bezeichnete die Aufgaben von The Sith Lords dagegen als bei weitem nicht so spannend und abwechslungsreich wie diejenigen des Vorgängers.
Die Interaktion mit anderen Figuren bezeichnete Thomas Weiss von der deutschen Zeitschrift PC Games als größte Stärke von The Sith Lords. Eine gelungene Verbesserung gegenüber dem Vorgänger sei das Einfluss-System. Schwerdtel lobte, dass die Charaktere deutlich vielschichtiger und interessanter seien als im Vorgänger. Ein Urteil, dem sich auch Allen Rausch von GameSpy anschloss. Das Magazin prämierte Kreia außerdem als beste Videospielfigur des Jahres 2005. Sie sei ein außergewöhnlich komplizierter, intriganter und rätselhafter Charakter und verleihe der Handlung damit eine tiefere Ernsthaftigkeit und Bedeutung.
Die Spielumgebungen seien laut Rausch monoton und einfallslos. Die Entwickler haben viele Gelegenheiten vergeben, die Spielwelt belebt erscheinen zu lassen, sodass viele Orte unnatürlich steril wirken. Stattdessen gestalteten sie viele Umgebungen ähnlich und zogen sie damit in die Länge. Kieron Gillen von Eurogamer bezeichnete die Level dagegen als gut entwickelt und ausbalanciert. Angenehm fallen einige Referenzen auf Werke wie den Film Die sieben Samurai oder den Vorgänger. Ernüchternd wirke jedoch, dass einige Level aus denen des Vorgängers zusammengesetzt wurden.
Einige Tester kritisierten, dass das Spiel wie sein Vorgänger aussehe und sich grafisch nicht weiterentwickelt habe. Laut Luibl könnte The Sith Lords im Vergleich mit anderen aktuellen Titeln wie Half-Life 2 oder Halo 2 optisch nicht mithalten. Außerdem laufe das Spiel nicht stabil. Die Darstellung auf der Xbox ruckele, die Windows-Version leide unter häufigen Abstürzen. Ein weiteres Problem des Spiels stelle die künstliche Intelligenz dar. Die computergesteuerten Figuren agieren öfters unverständlich. Butts beschrieb Schwierigkeiten bei deren Wegfindung sowie Probleme mit der Kamera, die teilweise auf falsche Figuren gerichtet sei. Rausch bemängelte, dass dem Spieler die verbündeten Figuren insbesondere in Kampfsituationen zu oft im Weg stehen. Unverständlich sei, dass das Spiel trotz der alten und mittlerweile ausgereiften Engine viele Programmfehler besitze.
Überzeugender wirke der Ton. Kritiker lobte sowohl die Qualität der Toneffekte als auch das hohe Niveau der englischen Synchronisierung. Eduardo Zacarias von GameZone schrieb, dass die Spielmusik in jedem Level passe und zu einer hervorragenden Inszenierung beitrage. Von ebenso hoher Qualität zeuge die Leistung der Sprecher. Auch die deutsche Synchronisation sei gut gelungen. Luibl bemerkte aber, dass sie nicht an die des Vorgängers heranreiche.

### Nominierungen und Auszeichnungen
Das Magazin IGN zeichnete das Spiel mit einem Editor’s Choice Award aus. Die Xbox-Fachzeitschrift Team Xbox vergab ebenfalls eine solche Auszeichnung. Darüber hinaus erhielt das Spiel eine Nominierung für den Satellite Award in der Kategorie Outstanding Game Based on a Previous Medium (Film/Television). Außerdem wurde es für den Saturn Award 2006 in der Kategorie Best Video Game Release (Science Fiction) nominiert.

### Modifikationen
Nachdem Obsidian 2005 nach mehreren Patches, die einige Programmfehler behoben, die Unterstützung für das Spiel einstellte, bemühte sich die Spielgemeinde von The Sith Lords im Rahmen einer aktiven Moddingszene um die Wiederherstellung der Elemente, um die Obsidian die finale Version gekürzt hatte. Dabei machten sie sich zu Nutze, dass Obsidian die Inhalte zwar aus dem Spielverlauf geschnitten hatte, die erforderlichen Dateien dagegen in der Windows-Version belassen hatte. Auf diese Ressourcen konnten die Modder zurückgreifen. Außerdem arbeiteten sie an dem Beheben der verbliebenen Programmfehler. 2009 erschien schließlich die erste Version des Restored Content Mod, einem Projekt, der mit Ausnahme eines weiteren Schauplatzes, die meisten geschnittenen Inhalte wiederherstellen sollte. An der Wiederherstellung dieses Schauplatzes, des Planeten M4-78, arbeiteten die Macher des Restored Content Mod im Rahmen eines eigenen Projekts, da Obsidian wenig Ressourcen für den Planeten produziert hatten. Daher mussten die Modder einige Inhalte selbst entwickeln und sogar eigene Tonaufzeichnungen anfertigen. Das Projekt erschien 2012 unter dem Titel M4-78 Enhancement Project. Im selben Jahr erschien die finale Fassung des Restored Content Mod.
Der Restored Content Mod wurde von Spielern positiv aufgenommen. Auf der Seite ModDB, einem Archiv für Modifikationen, wurde er in einer Abstimmung der Nutzer der Seite als einer der Mods des Jahres 2014 ausgezeichnet. Der Autor Nathan Grayson von Rock, Paper, Shotgun begrüßte die Fertigstellung des Projekts. Es versetze das Spiel in den Zustand, der von Obsidian ursprünglich geplant war. Auch Entwickler Chris Avellone kommentierte die Modifikation. Er drückte den Programmierern der Modifikation seinen Respekt für ihre Arbeit aus und lobte, dass diese viele Elemente, die Obsidian streichen musste, Spielern wieder zugänglich machten.

### Retrospektive Kritik

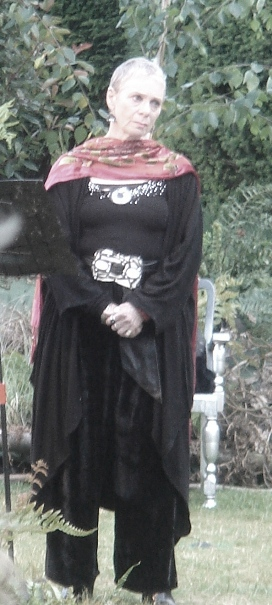
Sara Kestelman (Kreia)

Phil Owens vom Blog Kotaku verglich in einem 2014 veröffentlichten Bericht die Handlung von The Sith Lords mit der des Vorgängers. Erstgenannter Titel biete dabei eine anspruchsvollere Handlung. Während dieser auf für Star Wars typische Handlungskomponenten zurückgreife und den Kampf der Hauptfigur gegen einen übermächtigen Feind darstelle, stehe im Nachfolger stärker der Überlebenskampf der Hauptfigur im Mittelpunkt. Ein weiterer Aspekt, der die Handlung von The Sith Lords interessanter mache, ist deren moralisch doppeldeutige Handlung, die Ausdruck in den Biografien der Schlüsselcharaktere und in Kreias regelmäßigen Unterrichtseinheiten findet. Diesem Urteil schloss sich auch Nathan Grayson an. Dadurch, dass das Spiel die Handlungen des Spielers oft hinterfrage, und in das im Vorgänger genutzte Star-Wars-typische Schema von Gut gegen Böse einige Graustufen einfüge, wirke The Sith Lords interessanter. In einem Rückblick des Official Xbox Magazine nannten die Redakteure als eine Besonderheit des Spiels, dass es das Star-Wars-Universum nicht nur als dem Blickwinkel der Jedi, sondern auch aus der Perspektive der einfachen Bürger der Galaxis betrachte. Die Rolle der Begleiter der Hauptfigur besitze überzeugende und schwache Elemente. Gelungen sei der Ansatz, ihnen komplexe Hintergrundgeschichten zu verleihen, die diese nach und nach im Dialog mit der Hauptfigur enthüllen. Allerdings merke man ihnen auch an, dass die Entwickler vieles nicht vollendet haben und sich einige Charaktere in Gesprächen auf Begebenheiten beziehen, von denen der Spieler bis dahin nichts erfahren hat.
Jordan Rivas verfasste 2013 eine Bewertung der Darstellung Kreias durch Kestelman. Er bezeichnete ihre schauspielerische Leistung als eine der besten Synchronisationsarbeiten von Videospielfiguren. Eindrucksvoll sei insbesondere ihre Wahl der Geschwindigkeit des Sprechens, die oft außergewöhnlich gut zu ihren Aussagen passt.
Der Autor Jake Muncy zog in einer knappen Analyse des Spiels Parallelen der Hauptfigur zum Begriff des Homo sacer im Sinne des Philosophen Giorgio Agamben. Eine Besonderheit des Spiels sei, dass die Hauptfigur die Rolle einer Ausgestoßenen einnimmt. Bereits durch ihre Präsenz bringe sie Unruhe in die bestehende Ordnung. Dadurch stehe sie in fortwährendem Konflikt zu der Gesellschaft, um deren Rettung sie sich bemüht. Dieser Konflikt gipfele in dem Versuch der Jedi, die Protagonistin dauerhaft von der Macht abzuschneiden, da sie in ihr eine Gefahr für die Macht und das Gleichgewicht in der Galaxis sehen. Gleichzeitig rühre aus dieser Angst der Jedi Kreias Interesse an Surik her. Sie sehe in ihr die Möglichkeit, die Ideologien der Jedi und Sith, die sie als Ursache der vergangenen Kriege betrachtet, zu zerstören.

## Nachfolger

### Knights of the Old Republic 3
Nach der Veröffentlichung von The Sith Lords fertigte Obsidian Entwürfe für einen Nachfolger an. Dieser war als abschließender Teil einer Knights-of-the-Old-Republic-Trilogie gedacht. Das Spiel sollte die Suche von Meetra Surik nach Revan behandeln. LucasArts entschied sich jedoch trotz Drängens seitens Obsidian nicht, das Projekt zu genehmigen. Daher erschien bislang kein unmittelbarer Nachfolger zu The Sith Lords.

### Star Wars: The Old Republic

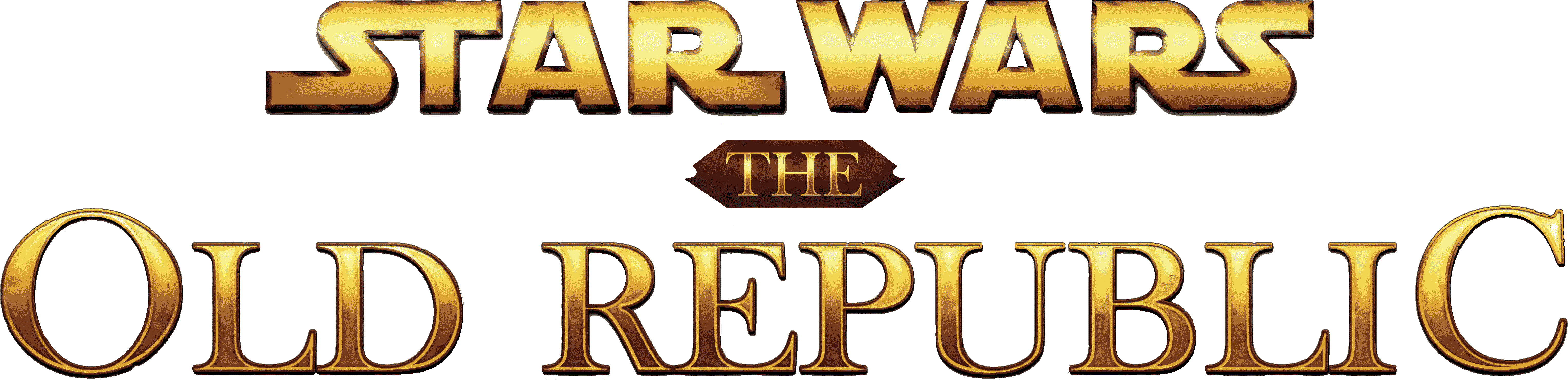
Logo von The Old Republic

2008 stellte BioWare auf der Electronic Entertainment Expo ein neues Rollenspiel mit dem Titel Star Wars: The Old Republic vor. BioWare konzipierte es als ein Online-Spiel, ein sogenanntes MMORPG. Die Entwickler sahen es als geistigen Nachfolger von Star Wars: Knights of the Old Republic und The Sith Lords und bezeichneten es aufgrund des angestrebten Umfangs als Knights of the Old Republic 3 bis 12. Im Dezember 2011 wurde es für Windows veröffentlicht.
Es spielt etwa 300 Jahre nach den Ereignissen der beiden KoTOR-Titel und behandelt den Kalten Krieg zwischen der Republik und dem Imperium der Sith.